# 리판 그룹
리판 그룹(Lifan Group, 중국어: 力帆)은 민간이 운영하는 중국의 모터사이클 및 자동차 제조기업으로, 중화인민공화국 충칭시에 본사를 두고 있다. 1992년 설립되었다. 2005년 자동차 제조를 시작했는데, 이 차량에는 리판에서 라이선스를 받고 제조되는 마이크로밴과 소형 세단이 포함된다.
리판의 차량 제품들에는 승객용 차량, 마이크로밴, 더트 바이크 엔진, 엔트리 레벨 모터사이클, 미니차량, 상업용 트럭이 포함된다. 이 기업의 차량과 무관한 활동에는 스포츠 신발 제조와 포도주 생산이 포함된다.

## 갤러리
- Lifan 320
- Lifan 520i
- Lifan 520
- Lifan 530
- Lifan 620
- Lifan 650
- Lifan 720
- Lifan 820
- Lifan Lotto
- Lifan Xuanlang (M7)
- Lifan Maiwei
- Lifan X50
- Lifan X60
- Lifan X80
- Lifan Fengshun
- Lifan Xingshun
- Lifan Truck